# Большой Келесский магистральный канал
Большо́й Келе́сский магистра́льный кана́л (каз. Үлкен Келес каналы) — канал в Узбекистане и Казахстане, правый отвод реки Чирчик. Употребляются также варианты названия Большой Келесский канал, Келесский канал и аббревиатура БКМК.

## Описание
Длина Большого Келесского магистрального канала — 95,7 км, из которых 30,6 км приходится на территорию Ташкентского вилоята Узбекистана, 40 км — на территорию Казыгуртского района, 25 км — на территорию Сарыагашского района Южно-Казахстанской области. Канал имеет подземные участки. При постройке проектировался расход воды в 62 м³/с, фактический расход воды равен 35 м³/с (в нижнем течении, на территории Сарыагашского района — 8 м³/с). Общая орошаемая площадь составляет около 83 000 гектаров, из них на территории Узбекистана — 18 тысяч, на территории Казахстана — 65 тысяч.
Берёт начало в Бостанлыкском тумане Ташкентского вилоята, отходя от Газалкентского гидроузла на реке Чирчик, правее Деривационного канала Чирчикских ГЭС. Вначале течёт в юго-западном направлении, параллельно Деривационному каналу. Проходит по северной границе города Чирчик, откуда течёт на северо-восток (вскоре переходя на территорию Казахстана) до реки Келес. Пересекает реку по дюкеру, далее круто поворачивает на юго-запад.

## История
Строительство канала начато в 1979 году и велось с затяжками. Сдан в эксплуатацию в 1986 году. С советского периода водный объект находится на балансе Казахстана. В 2000—2001 гг. казахстанской стороной производились ремонт и реконструкция канала на узбекской территории. В связи обветшанием коммуникаций (что вызвало сокращение орошаемых площадей более, чем вдвое), в 2010 году выполнялся ещё один ремонт канала и его отводов.